# MV Agusta 125 Bialbero
La MV Agusta 125 Bialbero è una motocicletta prodotta dalla casa motociclistica italiana MV Agusta dal 1950 al 1960.
Fu la prima moto della MV ad ottenere una vittoria in gara, al Tourist Trophy l'11 giugno 1952 con in sella Cecil Sandford.
La moto vinse in totale 34 Gran Premi, 6 campionati mondiali piloti e un campionato mondiale costruttori; vinse anche 4 campionati italiani e 10 campionati nazionali in altri paesi.

## Profilo e contesto

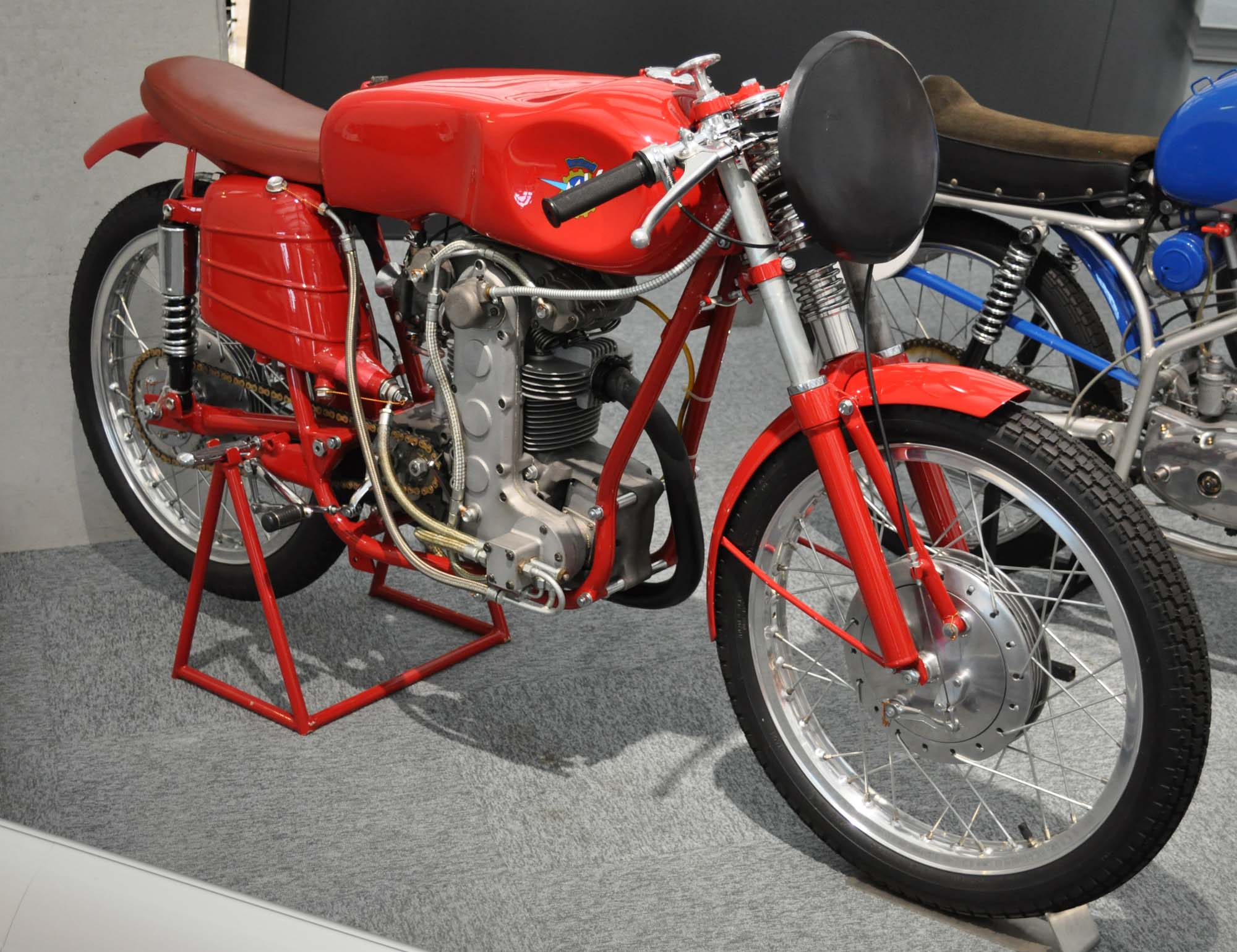
125 Bialbero del 1953

Il motore era un monocilindrico a quattro tempi raffreddato ad aria con doppi alberi a camme in testa (DOHC). Le valvole avevano un'inclinazione di 90° l'una rispetto all'altra. Il diametro della valvola dell'ultimo modello prodotto datato 1960, era di 34 mm per l'aspirazione e 32 mm per lo scarico. 
L'alesaggio e la corsa erano rispettivamente di 53 × 56 mm e la cilindrata totale di 123,54 cc. Il serbatoio dell'olio era montato inizialmente sotto il serbatoio benzina, ma venne poi spostato nella parte anteriore del serbatoio a metà degli anni 1950. L'accensione che era a magneti fino al 1954, dal 1955 venne sostituita da delle doppie bobine. La potenza, durante il corso della sua carriera agonistica, crebbe da circa 12 CV nel 1950 a circa 20 CV nel 1960.
Inizialmente c'era un cambio a quattro marce, ma nel 1955 ne venne installato uno a sette.
La moto aveva un telaio a doppia culla costruito con tubi al cromo molibdeno. Nella parte posteriore era presente un forcellone oscillante con ammortizzatori a frizione, ma questi furono sostituiti nel 1954 da normali elementi con gruppo molla/ammortizzatore idraulico.